# Heiß auf Trab
Heiß auf Trab ist eine US-amerikanische Filmkomödie aus dem Jahr 1988.

## Handlung
Nach dem Tod seiner Mutter muss Fred P. Cheney das Börsenmakler-Familiengeschäft zusammen mit seinem bösen Stiefvater Walter Sawyer übernehmen, der ihn aus dem Geschäft drängen will. Dabei hilft ihm Don, ein sprechendes Pferd, das er geerbt hat und das ihm Tipps für Börsengeschäfte gibt. Da dies zunächst gutgeht, gewinnt er die Anerkennung der schönen Börsenmaklerin Allison Rowe.
Gegen Ende des Films verliert Cheney wegen einer schlechten Investition jedoch alles und muss Don in einem Pferderennen antreten lassen, um sein Geld und seinen guten Ruf wiederzugewinnen.

## Produktion
Die Hauptrolle sollte ursprünglich von Joan Rivers gespielt werden, die aber absagte, so dass Bobcat Goldthwait für sie übernahm.
Testvorführungen floppten dermaßen, dass der Film zunächst auf Eis gelegt wurde. Die Produzenten entschieden sich dann, die ursprünglich von Elliott Gould gesprochenen Audio-Sprechakte für das Pferd aus dem Film zu schneiden und Andy Breckman die Dialogteile neu schreiben zu lassen (Breckman wurde allerdings im Abspann nicht erwähnt). Der Rest des Films blieb unverändert, und die neue Audiospur für das Pferd wurde von John Candy eingesprochen, der aber die neuen Dialogteile improvisiert haben soll.

## Kritiken
Der Film erwies sich sowohl in finanzieller Hinsicht als auch bei den Kritikern als großer Reinfall. So wurde er 1989 in fünf Kategorien für die Goldene Himbeere nominiert (Bob Goldthwait als schlechtester Schauspieler, Michael Dinner als schlechtester Regisseur, „Don“ als schlechtester neuer Filmstar, als schlechtester Film und als schlechtestes Drehbuch).
Rita Kempley schrieb in der Washington Post, der Film sei eine ungezügelte Katastrophe, ein derart lahmer Screwball-Unfug, dass man ihn von seinem Leid erlösen möchte (“'Hot to Trot' is an unbridled disaster, a screwball horseplay so lame you want to put it out of its misery.”) und außerdem eine beleidigende Abzocke von Mr. Ed und Francis the Talking Mule (“(…) insulting rip-off of that classic crackup Mr. Ed and his progenitor, Francis the Talking Mule”).